# بات كورتني
بات كورتني (بالإنجليزية: Pat Courtney)‏ (5 فبراير 1940 بدبلن في جمهورية أيرلندا - ) هو لاعب كرة قدم أيرلندي في مركز الدفاع. لعب مع نادي شامروك روفرز ودوري أيرلندا الحادي عشر ‏.

## وصلات خارجية
- بات كورتني على موقع قاعدة بيانات كرة القدم.إي يو (الإنجليزية)